# Alcir Lenharo
Alcir Lenharo (1946 - 1996), historiador brasileiro, foi professor na área de História do Brasil no Departamento de História da Universidade Estadual de Campinas, entre 1980 e 1996. Desenvolveu pesquisas sobre questões políticas e culturais relacionadas à história contemporânea, com importantes estudos sobre história política, o pensamento totalitário, a cultura de massa e a inserção de diferentes elementos da cultura na sociedade. Seu último livro, resultado de sua tese de livre-docência, abordou o meio artístico de cantoras e cantores do rádio, dos anos 1930 aos anos 1950 (Cantores do rádio – A trajetória de Nora Ney e Jorge Goulart e o meio artístico do seu tempo). 

## Dados biográficos
Alcir Lenharo nasceu no interior do estado de São Paulo, no município de Arealva, em 1946, primeiro filho de Zulmira Caracho e Oreste Lenharo. Concluiu os estudos ginasiais no Seminário Nossa Senhora do Rosário, em Lins, em 1962, e os estudos secundários no curso colegial do Instituto de Educação Ernesto Monte, em Bauru, em 1965. Iniciou o curso de Ciências Sociais na Faculdade de Filosofia Letras e Ciências Humanas da Universidade de São Paulo, em 1969, onde formou-se em História, em 1973. Na mesma universidade, obteve os títulos de mestre (1978) e doutor (1985) em História Social.
Foi docente de História do Brasil e Geral em algumas escolas da educação básica em São Paulo, entre 1969 e 1973: no Ginásio e no Colégio Teresiano, no Instituto Hebraico-Brasileiro Renascença e no Colégio Estadual prof. Gualter da Silva. No ensino superior, foi professor auxiliar e depois assistente da disciplina Antropologia e Realidade Brasileira na Pontifícia Universidade Católica de São Paulo entre 1975 e 1980. Em 1979, foi professor assistente colaborador no Departamento de História da UFMT, em Cuiabá. Foi colaborador também do Núcleo de Documentação e Informação Histórica Regional-NDIHR, na mesma instituição. 
Sua carreira e trajetória acadêmica se consolida pela atuação como professor e pesquisador no Departamento de História da Unicamp, entre 1980 e 1996. Alcir Lenharo morreu precocemente em Campinas, dia 07 de julho de 1996.

## Trajetória acadêmica
Em sua dissertação de mestrado, desenvolvida com apoio da Fundação de Amparo à Pesquisa do Estado de São Paulo-FAPESP entre 1975 e 1976, analisou relações entre a política e o abastecimento no primeiro terço do século XIX no Brasil, sob orientação da historiadora Maria Odila da Silva Dias e sob análise da banca composta por Sérgio Buarque de Holanda e Pasquale Petrone. Título da dissertação: "Política & Negócios: o comércio de abastecimento do Rio de Janeiro (1808-1831)". A tese de doutorado, defendida em 1985 sob orientação do historiador Adalberto Marson, trouxe contribuições originais para o estudo de história política, sobretudo sobre o chamado Estado Novo no Brasil, e teve como título: "Corpo e alma: mutações sombrias do poder no Brasil dos anos 30 e 40". A banca de defesa foi composta por: Arnaldo Daraya Contier, Maria Yedda Leite Linhares, Maria Stella Martins Bresciani, Roberto Romano da Silva.
Alcir Lenharo atuou na Pontifícia Universidade Católica de São Paulo e posteriormente na Universidade Estadual de Campinas-Unicamp. Ao integrar-se ao corpo docente do Departamento de História da Unicamp, apresentou em seu plano de trabalho o projeto intitulado "Contracultura e repressão no Brasil, 1968/1973", propondo uma pesquisa em periódicos da chamada contracultura discutidos a partir de autores como Theodor Adorno, Marilena Chauí, Michel Foucault, Walter Benjamin, Felix Guattari, Herbert Marcuse, Heloísa Buarque de Hollanda. 
Participou da renovação das reflexões e dos estudos da área de História no Brasil entre os anos 1970 e 1990, nas quatro instituições superiores em que atuou, como estudante e como docente. Desenvolveu diversos projetos em sua atuação nos cursos de graduação e de pós-graduação em história da Unicamp, sobretudo no Centro de Pesquisa em História Social da Cultura-Cecult. Foi orientador de nove dissertações de mestrado e de duas teses de doutorado, além dos trabalhos que estavam em pleno desenvolvimento e foram concluídos com apoio de colegas do departamento após seu falecimento.
Sobre os debates e inovações historiográficas nos quais esteve diretamente envolvido na FFLCH-USP deixou um registro importante no artigo que elaborou sobre o historiador Carlos Alberto Vesentini, em 1990. Alguns anos depois, as homenagens publicadas sobre Alcir Lenharo analisaram vários aspectos desse contexto acadêmico e da participação do historiador nessa renovação temática e metodológica na área de história. As contribuições do historiador ao discutir o papel de dimensões estetizantes da política em diferentes contextos históricos, sobretudo em relação a momentos autoritários como o Estado Novo e o nazismo, têm sido avaliadas como fundamentais por seus pares. Seu último livro, sobre o meio artístico radiofônico no Brasil nos anos 1950, aprofundou análises sobre o papel da cultura na sociedade, considerando relações entre estética e política.   
Uma sessão de resenhas foi dedicada especialmente ao historiador em 1997, publicada na revista Projeto História, reunindo homenagens de seis autores. Um dossiê da revista Territórios e Fronteiras, "O legado de Alcir Lenharo", foi publicado em 2001, reunindo reflexões de ex-orientandos e colegas. A Olimpíada Nacional de História do Brasil - ONHB, na edição de 2016 (ONHB8), utilizou um texto de Alcir Lenharo publicado na Sacralização da política, como texto acadêmico para análise das equipes olímpicas. Em 2023, as pesquisas sobre o meio artístico de cantores e cantoras do rádio, publicada em 1995, foi comentada pela historiadora Regina Horta Duarte na série Livros de Classe, episódio #38, desenvolvido pelo Laboratório de Estudos de História dos Mundos do Trabalho da Universidade Federal do Rio de Janeiro.  

## Publicações do autor

### Livros

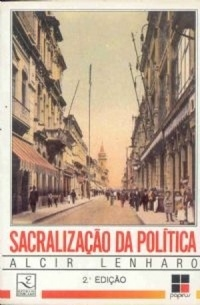
Capa do livro Sacralização da política

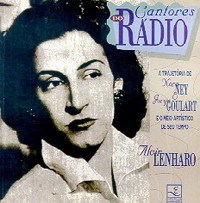
Capa do livro Cantores do rádio

- As tropas da moderação – o abastecimento da Corte na formação política do Brasil, 1808-1842. São Paulo: Edições Símbolo, 1979 (reedição Rio de Janeiro, RJ: Secretaria Municipal de Cultura/Departamento Geral de Documentação e Informação Cultural, 1993).

- Crise e mudança na frente oeste de colonização: o comércio colonial de Mato Grosso no contexto da mineração. Cuiabá, MT: UFMT, 1982.
- Colonização e trabalho no Brasil: Amazônia, Nordeste e Centro-Oeste: os anos 30. Campinas, SP: Editora da UNICAMP, 1986
- Nazismo: "o triunfo da vontade". São Paulo, SP: Ática, 1986 (reedição até 2001).
- Sacralização da política. Campinas: Papirus, 1986 (segunda edição, 1989).
- Filhos Da Guerra. Holland A, Picchiarini R, Lenharo A. Fundação para o Desenvolvimento da Educação-FDE, 1995.
- Cantores do rádio: trajetória de Nora Ney e Jorge Goulart e o meio artístico de seu tempo. Campinas, SP: Editora da UNICAMP, 1995.
- História. Coordenadoria de Estudos e Normas Pedagógicas-CENP, n.434. São Paulo, SP: Secretaria de Estado da Educação, 1993.
- História. Coautoria de Alcir Lenharo. Argumento. Coordenadoria de Estudos e Normas Pedagógicas-CENP, n.434. São Paulo, SP: Secretaria de Estado da Educação, 1997.

### Artigos
- Rota menor: o movimento da economia mercantil de subsistência no centro-sul do Brasil, 1808-1831. Anais do Museu Paulista: História e Cultura Material, Tomo XXVIII, 1978.
- A marcha para o azul. Anais do Museu Paulista: História e Cultura Material, São Paulo, n. Tomo XXXIII (1984), p. 7–16, 1984. DOI: 10.11606/1982-02671984TomoXXXIIIe1. Disponível em: https://www.revistas.usp.br/anaismp/article/view/216147. Acesso em: 28 abr. 2024.
- Luzes da cidade. Oculum, 1985, n.1, v.1, p. 50-55. Disponível em: https://periodicos.puc-campinas.edu.br/revistaoculum/article/view/13688. Acesso em 6 abr. 2025.
- Estado Novo, Estado Velho - Novas direções historiográficas. Anais do Museu Paulista: História e Cultura Material, São Paulo, n. Tomo XXXV, p. 7–13, 1987. DOI: 10.11606/1982-02671987TomoXXXVe1. Disponível em: https://www.revistas.usp.br/anaismp/article/view/215546.. Acesso em: 28 abr. 2024.
- A Civilização vai ao campo (Sindicalismo e cooperativismo rural a partir da década de 30). Anais do Museu Paulista: História e Cultura Material, São Paulo, n. Tomo XXXIV, p. 7–19, 1985. DOI: 10.11606/1982-02671985TomoXXXIVe1. Disponível em: https://revistas.usp.br/anaismp/article/view/215868.. Acesso em: 28 abr. 2024.
- Carlos Alberto Vesentini, historiador. Revista de História, São Paulo, n. 122, p. 117–127, 1990.  DOI: 10.11606/issn.2316-9141.v0i122p117-127. Disponível em: https://www.revistas.usp.br/revhistoria/article/view/18623.. Acesso em: 5 abr. 2025.
- Radiofonia e história. Fronteiras da História. Departamento de História da UFMG. p.3-10, 1991.
- Fascínio e solidão: as cantoras do rádio nas ondas sonoras de seu tempo. Luso Brasilian Review, Univ. Wiscosin, v.30, 1, p.75-84, 1993.Disponível em: Fascínio e Solidão: As Cantoras do Rádio nas Ondas Sonoras do seu Tempo. Acesso em 11 mai 2025.
- História e cotidiano: o lugar de uma categoria conceitual na pesquisa histórica. O tempo e o cotidiano na história. Fundação para Desenvolvimento da Educação, v. 18, p. 20-26, 1993.
- República e corporativismo: dilemas da constituição da cidadania no Brasil. Anais da Semana Tiradentes Hoje: imaginário e política na República brasileira. p.177-189, 1994.

## Publicações sobre o autor
- Cunha, Maria Clementina. O afeto de um olhar para a história. Folha de S. Paulo, Caderno +mais!, domingo, 1 de setembro de 1996. Disponível em: Folha de S.Paulo - O afeto de um olhar para a história - 1/9/1996
- Artigos reunidos no dossiê: O legado de Alcir Lenharo, em: Territórios e Fronteiras - Revista do Programa de Pós-Graduação em História da UFMT. v.2, n.2, jul-dez.2001
  - Albuquerque Jr., Durval Muniz. Íntimas histórias: a amizade como método de trabalho historiográfico.
  - Guimarães Neto, Regina Beatriz. Tempo e imagens: Alcir Lenharo e a história.
  - Duarte, Regina Horta. Caminhos de um historiador.
  - Volpato, Luiza Rios Ricci. A presença de Alcir Lenharo.
- Artigos reunidos em: Projeto História: Revista do Programa de Estudos Pós-Graduados de História, v. 14, 2012. Disponível em: A TRAJETÓRIA DE NORA NEY E JORGE GOULARTE E O MEIO ARTÍSTICO DE SEU TEMPO. Acesso em: 6 abr. 2025:
  - Simões, Ronaldo. HAI KAI.
  - Cunha, Maria Clementina. O afeto de um olhar para a história.
  - Borelli, Silvia Helena Simões. Sobre Alcir, para Alcir.
  - Honório Filho, Wolney. O historiador, a história e a cultura.
  - Pederiva, Ana Bárbara A. Trajetória de Nora Ney e Jorge Goulart e o meio artístico de seu tempo.
  - Rovai, Marta Gouveia de Oliveira. A manipulação dos desejos pela construção de imagens.
- Resenhas de obras do autor:
  - Vieira, Maria Sulamita de Almeida. Cantores do Rádio: a trajetória de Nora Ney e Jorge Goulart e o meio artístico do seu tempo. Revista de Ciências Sociais, v. 25, n. 1/2, p. 163 a 165, 2020. Disponível em: http://www.periodicos.ufc.br/revcienso/article/view/43282. Acesso em: 11 maio. 2025.
  - De Moraes, A. K.; Castravechi, L. A. Aspectos econômicos da fronteira oeste do Brasil: uma revisão bibliográfica (séculos XVIII e XIX). Revista Cantareira, n. 18, 5 fev. 2019. Disponível em: ASPECTOS ECONÔMICOS DA FRONTEIRA OESTE DO BRASIL: uma revisão bibliográfica (séculos XVIII e XIX). Acesso em 11 maio. 2025.

## Dissertações e teses orientadas pelo autor[9]
Na Universidade Estadual de Campinas, Instituto de Filosofia e Ciências Humanas, Campinas, SP:
Programa de Pós-graduação em História:
- Pimentel, Thais Velloso Cougo. A Torre Kubitschek: trajetória de um projeto em 30 anos de Brasil. 1989 (mestrado)
- Oliveira, Fátima Amaral Dias de. Trilha sonora: topografia semiótica paulistana nas canções independentes das décadas de setenta e oitenta. 1990 (mestrado)
- Guillen, Isabel Cristina Martins. O imaginário do sertão: lutas e resistências ao domínio da Companhia Mate Larangeira (Mato Grosso: 1890-1945). 1991 (mestrado)
- Meneguello, Cristina. Poeira de estrelas: o cinema hollywoodiano na mídia brasileira das décadas de 40 e 50. 1992 (mestrado)
- Almeida, Maria de Fátima Ramos de. Uberlândia operária? Uma abordagem sobre as relações sociais em Uberlândia, 1950 a 1964. 1992. (mestrado)
- Duarte, Regina Horta. Noites circenses: espetáculos de circo e teatro em Minas Gerais no século XIX. 1993. 2v. (doutorado)
- Albuquerque Junior, Durval Muniz. O engenho anti-moderno: a invenção do Nordeste e outras artes. 1994  (doutorado)
- Scarparo, Silvana Martos. A voz amiga em seu lar: análise das formas de relacionamento entre ouvintes e radionovelas em São Paulo nas décadas de 40 e 50. 1994  (mestrado)
- Caes, André Luiz. Da espiritualidade familiar ao espírito cívico: a família nas estratégias de reestruturação da igreja (1890-1934). 1995 (mestrado)
- Avancini, Maria Marta Picarelli. Nas tramas da fama: as estrelas do rádio em sua época áurea, Brasil, anos 40 e 50. 1996 (mestrado)
- Silva, Ermínia. O circo: sua arte e seus saberes: o circo no Brasil do final do século XIX a meados do XX. 1996 (mestrado)
- Silva, Silvia Cristina Martins de Souza e. Ideias encenadas: uma interpretação de "O demônio familiar", de José de Alencar. 1996 (mestrado)
- Ribeiro, Aureo Eduardo Magalhães. As estradas da vida: história da terra, da fazenda e do trabalho no Mucuri e Jequitinhonha, Minas Gerais. 1997 (doutorado)

Faculdade de Educação Física:
- Souza, Claudio Lucena de. Jogos infantis da cultura: uma avaliação da educação física escolar na 1a. fase do 1o. grau. 1994 (mestrado)

## Menções ao autor na Wikimedia
- verbete sobre História de Alfenas menciona As tropas da moderação;
- verbete sobre Cristina Meneguello menciona a orientação da dissertação;
- verbete sobre Carlos Alberto Vesentini menciona artigo de Lenharo;
- verbete sobre o Nazismo na Europa menciona a obra do autor sobre "o triunfo da vontade";
- página sobre História Oral na Wikiversidade menciona obra do autor sobre o  Estado Novo.